# جلوة عشائرية
الجلوة العشائرية هي عادة من عادات البدو والأعراب ومتلازمة من أعرافهم و‌تقاليدهم، وتعني ترحيل أهل الجاني وخمسته «أي حتى الجد الخامس» من المنطقة التي يسكنها إلى منطقة بعيدة عن أهل المجني عليه. وذلك للمحافظة على أرواح وممتلكات أهل الجاني وعدم وقوع المشاكل وخاصةً في الساعات الأولى من وقوع الجريمة والتي تُسمى عند القبائل والعشائر «فورة الدم» وذلك حتى تهدئ نفوس أهل المجني عليه، وتعتبر الجلوة عقوبة عشائرية ضد الجاني وخمسته وخاصة أيام القبائل والعشائر قديماً مع جرائم القتل العمد أو جرائم العرض. وقدأُصدرت وثيقة ضبط الجلوة العشائرية تبعًا لما حدث من اختلافات في حياة الناس والمجتمعات وانتقال السكان من حياة البدو الرحل إلى الحياة في البيوت الثابتة.

## نظرة تاريخية
يُعد قانون العشائر أو القضاء العشائري أحد أبرز القوانين التي كانت تُنظم القضاء بين العشائر خلال مراحل تأسيس المملكة الأردتية الهاشمية. وبلغ أوج نشاطه في الأردن في الفترة بين عامي 1967 و‌1975، حيث كانت كل القضايا في المجتمع تدخل ضمن اختصاص محاكم البدو العشائرية وأعرافهم، ابتداءً من قضايا القتل والعرض، وحتى الذم والقدح، لكن بعد ذلك بأعوام، ألغي قانون محاكم العشائر، وحلت المحاكم النظامية محلها، إلا أن ذلك لم يمنع الأردنيين من الاستمرار في اللجوء إلى القضاء العشائري.
يعتبر القضاء العشائري في الأردن من أشهر العادات القديمة المتوارثة منذ القدم ولا زال هذا النظام معمول به حتى الآن وهو قانون غير مخطوط، ويُعرف القضاء العشائري بأنه مجموعه من القوانين والأعراف البدويه المتداولة والمتعارف عليها حيث أصبح الناس يتعاملون بها حتى ثبتت وأصبحت دستوراً يتعامل به الناس في حل الكثير من القضايا والنزاعات بين فئات الشعب ويتم تطبيق نظامه وأحكامه وتعاليمه التي يعرفها الجميع.
ولا تملك السلطات الأردنية سجلات دقيقة بأعداد القضاة العشائريين أو توزيعهم في المملكة، إلا أن معظم العشائر الأردنية الكبيرة لديها قضاة متعارف عليهم ومعتمدون. وفي عام 2012، سجل الأردن 14 «جلوة»، وفي عام 2011، وصلت حالات «الجلوة» إلى 16 كان أبرزها إجلاء 300 شخص من عشيرة واحدة في محافظة الزرقاء، في حين بلغت ستاً في عام 2010.
القانون العشائري أُلغي في الأردن سنة 1976، لكنه لا يزال حاضراً وبقوة على الصعيد الاجتماعي، وتحديداً في الجرائم الواقعة على الأرواح والعرض. هذا الحضور يبرره خبراء «بطبيعة المجتمع الأردني الذي تعد العشائر مكوناً أساسياً فيه، إلى جانب دعم الدولة لهذه المنظومة العشائرية، باعتبارها مساعدة للدولة على حل المشاكل والحفاظ على الأمن المجتمعي». ومن تلك المظاهر المستمرة والتي تتعلق بالقانون العشائري هي الجلوة العشائرية والتي تقضي بترحيل أهل الجاني وخمسته (أي حتى الجد الخامس)

## نظام الجلوة
يتم تطبيق الجلوة بتوجه الحاكم الإداري المعني إلى أهل الجاني لأخذ العطوة الأمنية، وهي فترة مدتها ثلاثة أيام وثلث، يسمح لأهل الجاني وأقاربه بمغادرة مكان إقامتهم دون أن يتعرض إليهم أهل المجني عليه، ويوقع على صك العطوة ممثلون عن أهل المجني عليه وممثلون عن الأمن العام ووزارة الداخلية وتتم عملية الإجلاء بمعرفة الحاكم الإداري وإشرافه.

## أثرها على المجتمع
باتت الجلوة العشائرية تشكل في المجتمع الأردني، همّا رسميا واجتماعيا وحقوقيا، بعد انتقال الناس للعيش في البيوت الاسمنتية الثابتة، كما أن الجلوة العشائرية فيها تتعارض مع قانون العقوبات الحالي في المملكة.

## وثيقة ضبط الجلوة العشائرية
عُدل قانون الجلوة العشائرية بحيث «لا تشمل الجلوة إلا الجاني وأبناءه ووالده فقط، وألا تزيد مدتها على سنة قابلة للتجديد، بموافقة الحاكم الإداري المختص، بناءً على توصية المجلس الأمني للمحافظة أو اللواء، حسب مقتضى الحال، وأن تكون من لواء إلى لواء داخل المحافظة الواحدة»، حسب المادة 16/ب من القانون. بحيث أن الوثيقة تضمنت العديد من البنود أهمها اقتصار تطبيق الجلوة على القضايا العشائرية وهي (القتل)، وأن المشمولين بالجلوة هم: (القاتل، والد القاتل، أبناء القاتل) من الذكور فقط لا غير، وأن مُدة الجلوة سنة واحدة قابلة للتجديد وحسب ظروف القضية التي يقررها الحاكم الإداري والمجلس الأمني في المحافظة، وأن مكان الجلوة يكون من لواء إلى لواء أو من حي إلى حي داخل المدينة وحسب نوع وظروف القضية، وأن تقدير قيمة الدية يعود إلى سماحة قاضي القضاة.

## روابط خارجية
- حين يعلو العرف العشائري على القانون